# Carlo Visconti (congiurato)

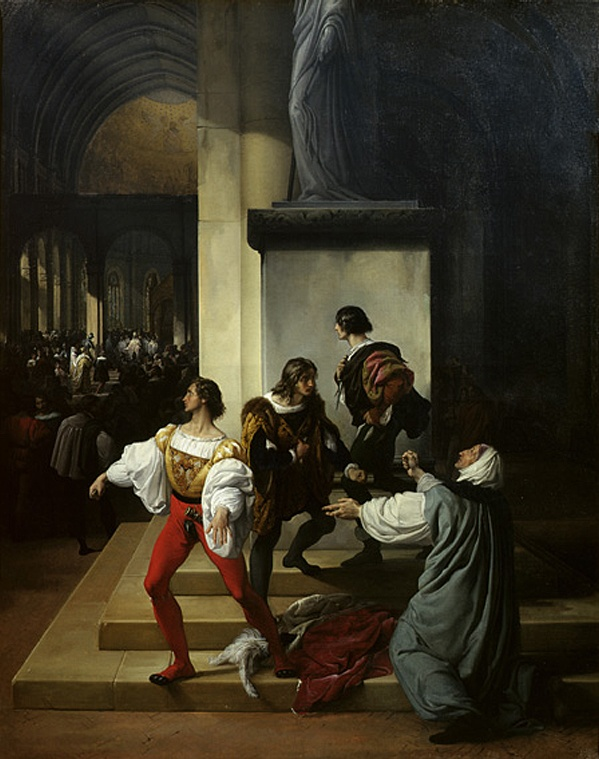
Francesco Hayez, La congiura dei Lampugnani, 1826.

Carlo Visconti (Milano, ... – Milano, 26 dicembre 1476) è stato un politico italiano.

## Biografia
Aizzato dall'umanista Nicola Capponi, prese parte nel 1476 all'assassinio del duca Galeazzo Maria Sforza, ma, arrestato, fu giustiziato insieme al complice Girolamo Olgiati. Secondo altre fonti fu invece ucciso sul luogo dagli staffieri del duca. 